# جوان بينيت كينيدي
جوان بينيت كينيدي (بالإنجليزية: Joan Bennett Kennedy) (و. 1936 – م) هي نجمة اجتماعية، وعازفة بيانو من الولايات المتحدة الأمريكية ولدت في مانهاتن.

## روابط خارجية
- جوان بينيت كينيدي على موقع IMDb (الإنجليزية)